# 本庄道信
本庄 道信（ほんじょう みちのぶ、延享5年6月6日（1748年7月1日） - 明和3年12月18日（1767年1月18日））は、美濃高富藩の第5代藩主。
上総大多喜藩主・松平正温の次男。婚約者は先代・本庄道堅の娘・勝（婚姻前に死去）。官位は従五位下、大和守。
宝暦10年（1760年）6月24日、道堅の養嗣子となって跡を継いだ。明和元年（1764年）11月13日、叙任を受けて大和守を称する。明和3年（1766年）4月、日光御祭礼奉行となる。同年12月18日、数え19歳で死去し、跡を養嗣子の道揚が継いだ。法号は徳林院樹誉仙厳義然。墓所は東京都足立区東伊興の法受寺。

## 系譜
父母
- 松平正温（実父）
- 本庄道堅（養父）

婚約者
- 勝 ー 本庄道堅の娘

養子
- 本庄道揚 ー 松平信復の五男